# Casa Serretes
La Casa Serretes és una obra de Gandesa (Terra Alta) inclosa a l'Inventari del Patrimoni Arquitectònic de Catalunya.

## Descripció
És un exemple d'una tipologia d'habitatge molt repetida a Gandesa, del segle passat sobre restes anteriors com es pot comprovar als carreus de la seva base. De tres plantes, amb porta de pedra, d'arc rebaixat sobre la qual s'alça el balcó motllurat amb petites mènsules de la planta d'habitació. La planta baixa és magatzem.
La part superior és la que resulta més interessant, amb golfes, d'obertures de petits arcs rebaixats de maó. El ràfec de forma esglaonada amb maons i teules àrabs.